# Харакири
Хараки́ри (яп. 腹切り), или сэппуку (яп. 切腹) (букв. «вспарывание живота»), — ритуальное самоубийство методом вспарывания живота, принятое среди самурайского сословия средневековой Японии.

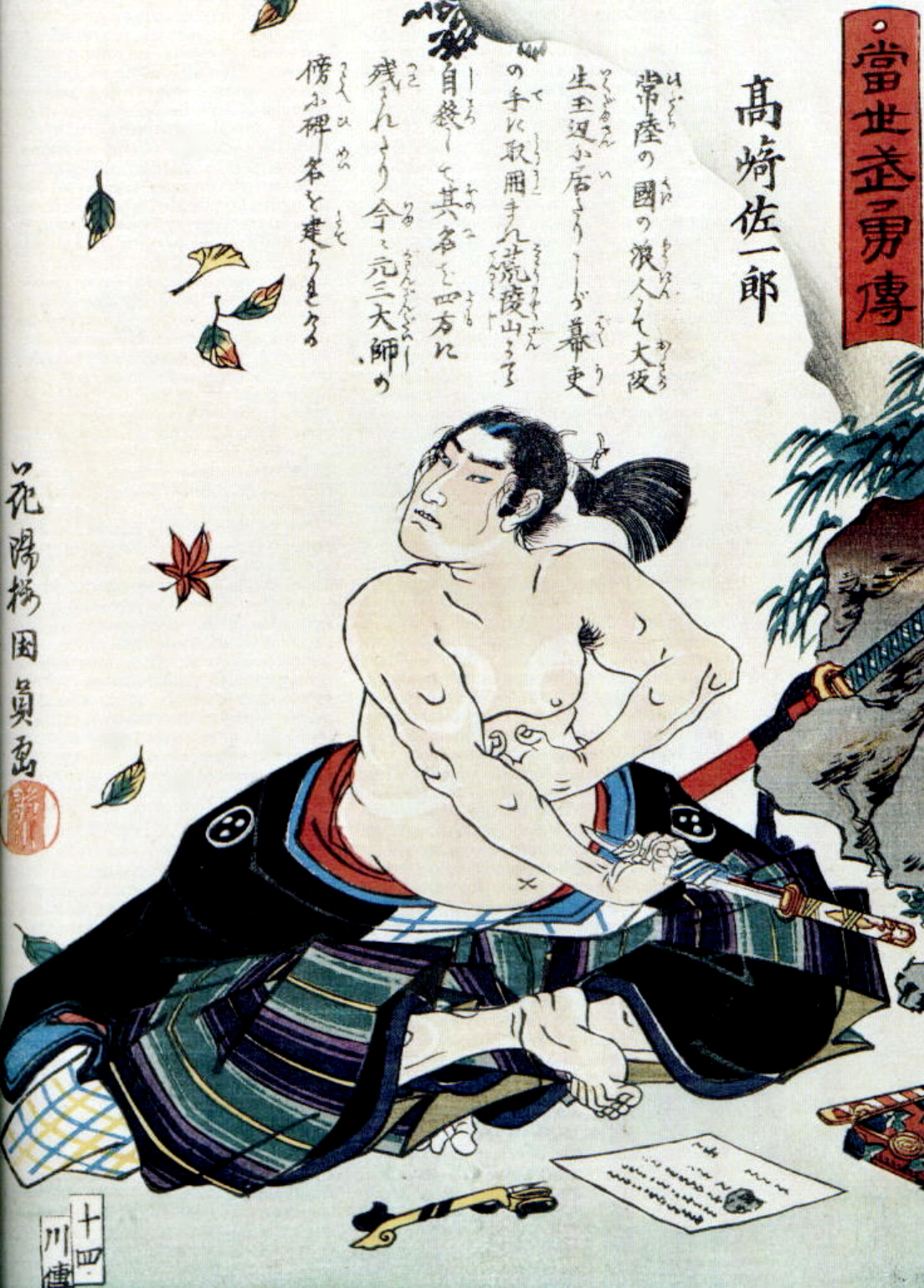
Утагава Куникадзу. «Такасаки Саитиро» (из серии «Сказания о доблести нынешнего времени»). Цветная гравюра на дереве. Годы Каэй (1850-е)

Эта форма самоубийства совершалась либо по приговору как наказание, либо добровольно (в тех случаях, когда была затронута честь воина, в знак верности своему даймё и в иных подобных случаях). Совершая сэппуку, самураи демонстрировали своё мужество перед лицом боли и смерти и чистоту своих помыслов перед богами и людьми.
Когда сэппуку должно было совершить лицо, которому не доверяли или которое было слишком опасно либо не желало покончить с собой, ритуальный кинжал (кусунгобу) заменяли веером. Совершающий сэппуку касался веером своего живота, и в этот момент кайсякунин (помощник) обезглавливал его.
Проникающие ранения брюшной полости — самые болезненные по сравнению с подобными ранениями других частей тела. Женщины из самурайских родов могли перерезать себе горло или наносили удар в сердце.

## Этимология
«Сэппуку» и «харакири» пишутся одними и теми же двумя иероглифами. Разница в том, что «сэппуку» пишется 切腹 (сначала идёт иероглиф «резать», а потом — «живот», при прочтении используются «онные», китайско-японские чтения), а «харакири» — наоборот: 腹切り (первый иероглиф — «живот», используются «кунные», японские чтения). Часто указывают, что «харакири» несёт некоторый бытовой и уничижительный оттенок: если «сэппуку» подразумевает совершённое по всем правилам ритуальное самоубийство, то «харакири» переводится скорее как «вспороть себе живот мечом». В действительности 切腹 («сэппуку»), «онное» прочтение, используется только в официальной речи, в разговорной же речи японцы используют «харакири», соответственно, не вкладывая в это какого-либо уничижительного смысла. Таким образом, «харакири» — это разговорный, а «сэппуку» — письменный термин, и они обозначают одно и то же действие.

## История возникновения

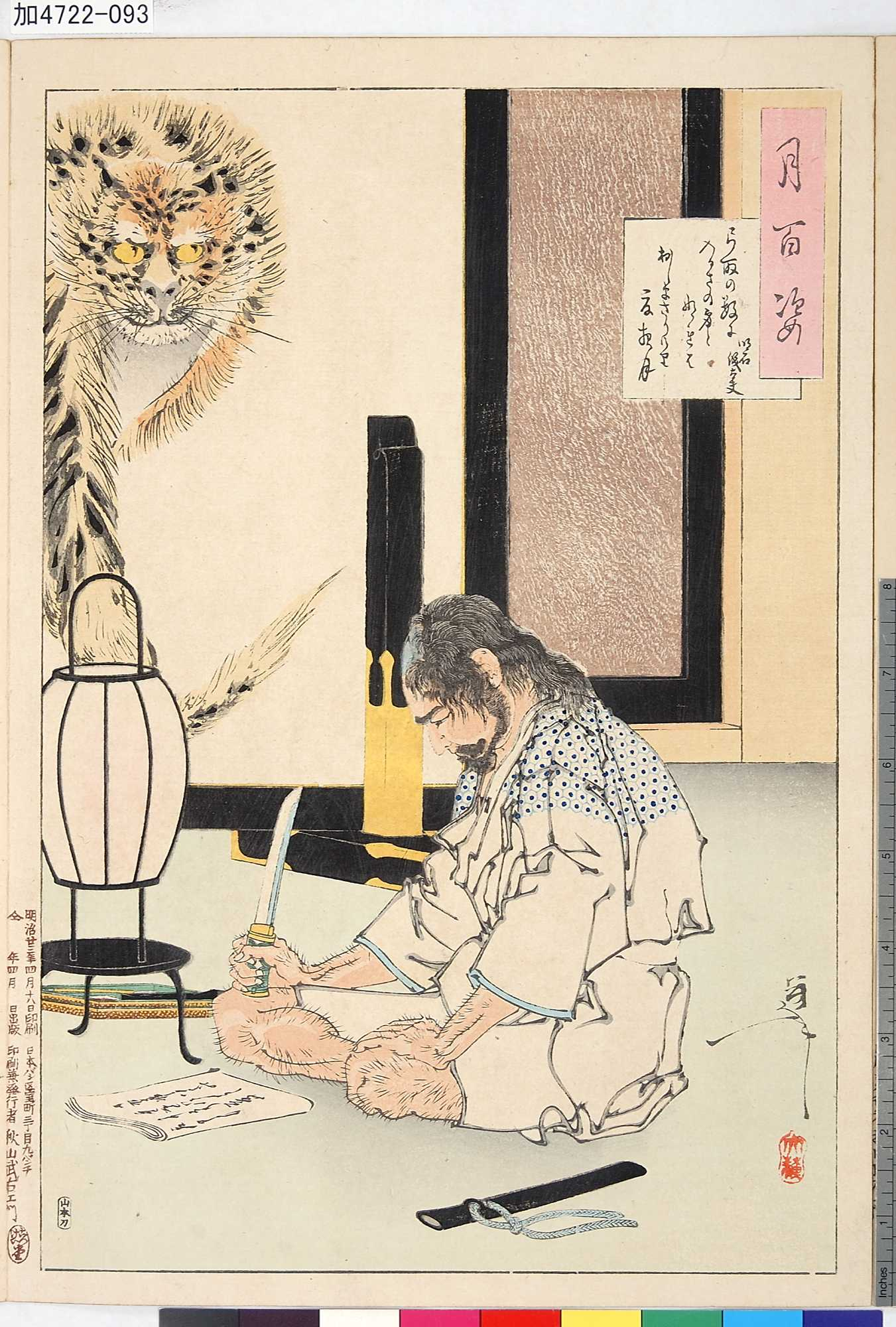
Цукиока Ёситоси (1890). Генерал Акаси Гидаю готовится совершить сэппуку после проигранной битвы за своего господина Акэти Мицухидэ в 1582 году. Он только что написал свой предсмертный стих, который также можно видеть в верхнем правом углу картины

В древности сэппуку не было распространено в Японии; чаще встречались другие способы самоубийства — самосожжение и повешение. Первое сэппуку было совершено даймё
Минамото-но Ёримасой во время битвы при Удзи в 1180 году.
Сэппуку состояло в том, что самоубийца прорезал живот поперёк, от левого бока до правого или, по другому способу, прорезал его дважды: сначала — горизонтально от левого бока к правому, а потом — вертикально от диафрагмы до пупка. Впоследствии, когда сэппуку распространилось и стало применяться в качестве привилегированной смертной казни, для него был выработан особый сложный ритуал, один из важных моментов которого состоял в том, что помощник (кайсяку) самоубийцы, обычно его лучший друг, одним взмахом меча отрубал ему в нужный момент голову, так что сэппуку по смыслу сводилось к ритуальному обезглавливанию, но с существенным отличием — голова должна была остаться висеть на куске кожи, так как касание ею земли считалось позорным. Поэтому обезглавливание доверяли опытным воинам, способным рассчитать силу удара и не обесчестить своего друга или господина.
Между обезглавливанием по сэппуку и обыкновенным обезглавливанием установилась юридическая разница, и для привилегированных лиц, начиная с самураев, смертная казнь заменялась в виде снисхождения смертью через сэппуку, то есть смертной же казнью, но только в виде ритуального обезглавливания. Такая смертная казнь полагалась за проступки, не нарушающие самурайской этики, поэтому она не считалась позорной, и в этом было её отличие от обыкновенной смертной казни. Такова была идеология, но в какой мере она осуществлялась на практике, сказать трудно. Фактом остаётся только то, что сэппуку в виде казни применялось только к привилегированному сословию самураев и так далее, но никоим образом не к классам населения, считавшимся ниже самураев.
Это официальное применение сэппуку относится к более позднему времени, а именно к токугавскому периоду сёгуната, но независимо от него этот способ самоубийства в частном его применении получил очень широкое распространение во всей массе населения, почти став манией, и поводами для сэппуку стали служить самые ничтожные причины. После реставрации Мэйдзи с началом организации государственного строя по европейскому образцу и начавшимся под давлением новых идей изменением всего вообще уклада жизни официальное применение сэппуку в конце концов было отменено, а вместе с тем и частное его применение стало выводиться, но не исчезло. Показательно, что дипломат Тосиакира Кавадзи (известен тем, что им был подписан с японской стороны Симодский трактат) после реставрации Мэйдзи покончил с собой из верности сёгуну, но в знак своей приверженности прогрессу не стал делать «старорежимное» сэппуку, а застрелился из револьвера.
Случаи сэппуку нередко встречались и в XX веке (например, самоубийство одного из наиболее значительных японских писателей второй половины XX века Юкио Мисимы в 1970 году), и каждый такой случай встречался скрытым одобрением нации, создавая по отношению к некоторым применившим сэппуку лицам более видного положения ореол славы и величия.

## Современность
Ритуальное самоубийство до сих пор широко распространено в Японии как способ избежать позора. Так, в 2001 году совершил сэппуку Исао Инокума — в прошлом известный дзюдоист. Причиной самоубийства стало банкротство компании, которую возглавлял Инокума.

## Идеология
Существует точка зрения, согласно которой сэппуку усиленно насаждалось религиозными догматами буддизма, его концепцией бренности бытия и непостоянством всего земного. В философии дзэн-буддизма центром жизнедеятельности человека и местоположением его души считалось не сердце или голова, а живот, занимающий как бы срединное положение по отношению ко всему телу и способствующий более уравновешенному и гармоничному развитию человека. В связи с этим возникла масса выражений, описывающих разные душевные состояния человека с использованием слова «живот», по-японски хара [фуку]; например, харадацу — «ходить с поднявшимся животом» — «сердиться», хара китанай — «грязный живот» — «низкие стремления», хара-но курой хито — «человек с чёрным животом» — «человек с чёрной душой», хара-но най хито — «человек без живота» — «бездуховный человек». Считается, что вскрытие живота путём сэппуку осуществляется в целях показать чистоту и незапятнанность своих помыслов и устремлений, открытие своих сокровенных и истинных намерений, как доказательство своей внутренней правоты; другими словами, сэппуку является последним, крайним оправданием себя перед небом и людьми.
Возможно также, что возникновение этого обычая вызвано причинами более утилитарного характера, а именно постоянным наличием при себе орудия самоубийства — меча. Вспарывание живота мечом являлось очень действенным средством, и остаться в живых после такой раны было невозможно. В Европе существовала некоторая аналогия этого ритуала: обычай бросаться на меч в Древнем Риме возник не в силу какой-нибудь особой идеологии этого явления, а в силу того, что меч был всегда при себе. Как на Западе, так и на Востоке применение меча в качестве орудия для самоубийства началось именно среди сословия воинов, которые постоянно носили его при себе.